# لقب تعريف الناتو

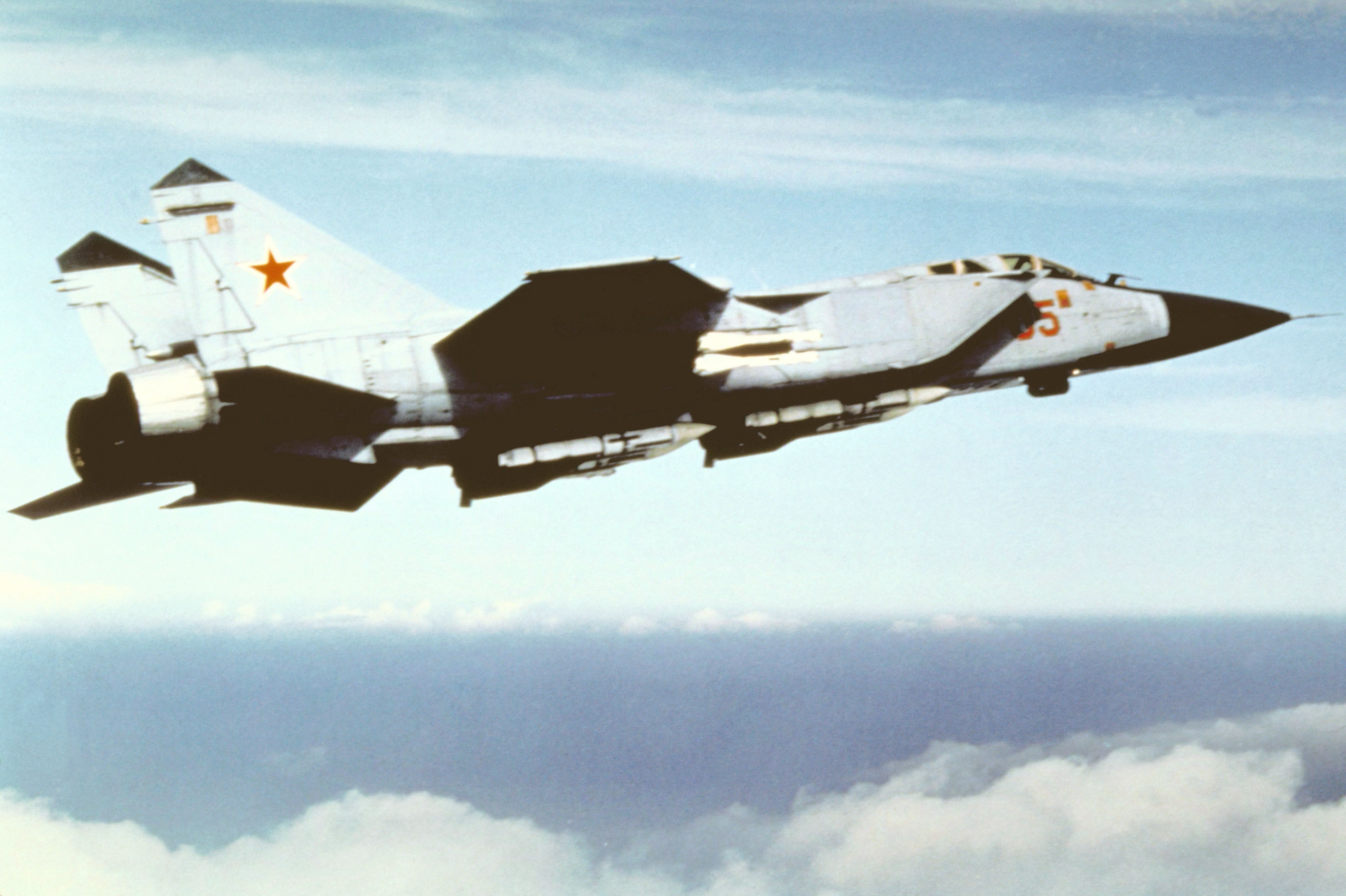

ألقاب تعريف الناتو هي ألقاب غير مصنفة تسمى بها المعدات العسكرية التابعة للكتلة الشرقية (الاتحاد السوفيتي ،و دول حلف وارسو، والصين). يعطى حلف شمال الأطلنطي تلك الألقاب الإنجليزية السهلة ليستبدل الأسماء الأصلية الصعبة كي تسهل عليه التعامل بها. لكن ما يزال استخدام الأسماء الأصلية أكثر انتشارا.
حلف شمال الأطلنطي (الناتو) هو من يمنح تلك الألقاب التعريفية، هناك خمس دول مسوؤلة عن منحها، وتسمى بلجنة التوحيد والتنسيق الجوي، وهم : الولايات المتحدة الأمريكية، المملكة المتحدة، أستراليا، نيوزيلاندا، كندا.

## وصلات خارجية
- قائمة خارجية بألقاب تعريف الناتو.